# Zieria caducibracteata
Zieria caducibracteata är en vinruteväxtart som beskrevs av J.A.Armstr.. Zieria caducibracteata ingår i släktet Zieria och familjen vinruteväxter. Inga underarter finns listade i Catalogue of Life.